# Puémape
Puémape es una localidad peruana ubicada en la región La Libertad, provincia de Pacasmayo, distrito de San Pedro de Lloc. Se encuentra a una altitud de 20 m s. n. m. Tiene una población de 75 habitantes en 2017.

## Clima
| Parámetros climáticos promedio de Puémape | Parámetros climáticos promedio de Puémape | Parámetros climáticos promedio de Puémape | Parámetros climáticos promedio de Puémape | Parámetros climáticos promedio de Puémape | Parámetros climáticos promedio de Puémape | Parámetros climáticos promedio de Puémape | Parámetros climáticos promedio de Puémape | Parámetros climáticos promedio de Puémape | Parámetros climáticos promedio de Puémape | Parámetros climáticos promedio de Puémape | Parámetros climáticos promedio de Puémape | Parámetros climáticos promedio de Puémape | Parámetros climáticos promedio de Puémape |
| Mes                                       | Ene.                                      | Feb.                                      | Mar.                                      | Abr.                                      | May.                                      | Jun.                                      | Jul.                                      | Ago.                                      | Sep.                                      | Oct.                                      | Nov.                                      | Dic.                                      | Anual                                     |
| ----------------------------------------- | ----------------------------------------- | ----------------------------------------- | ----------------------------------------- | ----------------------------------------- | ----------------------------------------- | ----------------------------------------- | ----------------------------------------- | ----------------------------------------- | ----------------------------------------- | ----------------------------------------- | ----------------------------------------- | ----------------------------------------- | ----------------------------------------- |
| Fuente: Accuweather                       |                                           |                                           |                                           |                                           |                                           |                                           |                                           |                                           |                                           |                                           |                                           |                                           |                                           |